# Menjagrà negre-i-roig
El menjagrà negre-i-roig (Sporophila nigrorufa) és un ocell de la família dels tràupids (Thraupidae).

## Hàbitat i distribució
Habita matolls i camps per l'est de Bolívia i el sud-oest del Brasil.